# Salda
Salda je kratersko jezero, iako to još nije potvrđeno sa sigurnošću, smješteno u jugozapadnoj Turskoj.
Udaljen je 50 kilometara od grada Burdura. Jezero se svsrtava u tzv. tursku regiju jezera koja se prostire za zapada Anatolije na njen jug. Jezero se prostire na 43,7 kilometara kvadratnih i ima dubinu od 196 metara što ga čini jednim od dubljih turskih jezera, a ako ne i najdubljim. Jezero posjećuje mnogo turista, sportaša, a zbog guste šume crnog bora rado ga posjećuju i lovci.